# Kieferklemme
Als Kieferklemme bezeichnet man die eingeschränkte oder vollständige Beeinträchtigung der Mundöffnung. Ist die Mundöffnung aufgrund eines tonischen Krampfes der Kaumuskulatur behindert, bezeichnet man die Kieferklemme medizinisch als Trismus (von gr. trizein ‚knirschen‘). Als Folge lässt sich der Mund gar nicht oder nur unter starken Schmerzen leicht öffnen. Ist hingegen die Mundschließung behindert, spricht man von einer Mund- oder Kiefersperre.

## Einteilung der Kieferklemme
Zur Objektivierung des Befundes und zur Verlaufskontrolle kann die Schneidkantendistanz (SKD) gemessen und dokumentiert werden. Dabei handelt es sich um den Abstand zwischen den Schneidkanten der oberen und unteren Frontzähne. Bei Gesunden beträgt die Schneidkantendistanz etwa drei Querfinger, also die addierten Breiten von Zeigefinger, Mittelfinger und Ringfinger des Patienten.
- Grad I: leicht eingeschränkte Mundöffnung
- Grad II: maximale Mundöffnung 10 mm
- Grad III: maximale Mundöffnung 1 mm.

Wenn es sich nicht um eine mechanische Mundöffnungsstörung handelt, ist die Mundöffnung je nach Anstrengung und ängstlicher Anspannung des Patienten unterschiedlich und kann um mehrere Millimeter variieren. Im Verlauf einer längeren Behandlung entspannen sich die Patienten oft etwas und die Mundöffnung verbessert sich. Eine leichte Verbesserung der Mundöffnung ist oft entscheidend, um dem Zahnarzt eine Behandlung der zugrunde liegenden Entzündung zu ermöglichen (z. B. Inzision eines Abszesses, Therapie einer Dentitio difficilis oder einer entzündeten Extraktionswunde Alveolitis sicca).

## Muskelkrampf
Da die Mundschließer (Musculus masseter, Musculus temporalis, Musculus pterygoideus medialis) wesentlich stärker sind als die Mundöffner (Musculus digastricus, Musculus mylohyoideus, Musculus geniohyoideus, Musculus pterygoideus lateralis), kommt es bei einem generalisierten Krampf der Kaumuskulatur zu einem krampfhaften Schließen des Mundes, bis zum vollen Kontakt der Zahnreihen.
Ein tonischer Kaumuskelkrampf mit Kieferklemme (früher auch Kinnbackenkrampf genannt) kann z. B. beobachtet werden bei:
- Wundstarrkrampf (Tetanus mit Risus sardonicus) – beim Wundstarrkrampf ist die Kieferklemme eines der ersten Symptome
- Meningitis
- Schädelbasisfraktur
- Hecht-Syndrom (Trismus-Pseudokamptodaktylie-Syndrom – erblich, autosomal-dominant, mit Beugekontrakturen der Finger)
- Tetanie
- Parapharyngealabszess, Peritonsillarabszess – Komplikation der bakteriellen Pharyngitis
- einem generalisierten epileptischen Anfall
- einem Krampfanfall infolge einer dissoziativen Störung
- einem Parotistumor

Zahlreiche Medikamente, auch Amphetamin und Amphetaminderivate wie MDA, MDE und MDMA (siehe auch Speed, Ecstasy), können als unerwünschte Arzneimittelnebenwirkung einen Trismus auslösen.

## Lokale Entzündungen
Lokale Entzündungen im Bereich der Kaumuskulatur können eine Kieferklemme verursachen. Sie treten vorwiegend als Nebenerscheinung beim Durchbruch der Weisheitszähne (Dentitio difficilis – erschwerter Weisheitszahndurchbruch) oder nach operativer Weisheitszahnentfernung auf.
Hierbei entzündet sich das Gewebe rund um die Zähne und schwillt an. Der die Entzündung begleitende Schmerz führt zu einer Schonstellung. Insbesondere beim Versuch der Mundöffnung verkrampft die Kaumuskulatur als Schutzreflex fast unwillkürlich und verhindert so eine vollständige Mundöffnung.

## Mechanische Gründe
Ein Diskusprolaps im Kiefergelenk kommt als Ursache in Frage. Dadurch ist die Mundöffnung mechanisch behindert. Ist der Diskusprolaps einseitig, dann weicht der Unterkiefer bei der Mundöffnung zur kranken Seite ab.
Weiterhin ist an eine Unterkieferfraktur in Höhe des Gelenkhalses (Collumfraktur) zu denken.
Seltener tritt eine Kieferklemme bei einer Entzündung des Kiefergelenks oder dessen unmittelbarer Umgebung auf, so bei einer Entzündung der Zunge, der Ohrspeicheldrüse, der Knochenhaut oder bei einem Abszess im Gewebe um die Mandeln (Peritonsillarabszess). Auch bei Unterkieferfrakturen im Molarenbereich kann sich eine Kieferklemme entwickeln.
Nach einer Leitungsanästhesie des Unterkiefers des Nervus alveolaris inferior ist eine Kieferklemme möglich. Diese tritt als Folge einer Reizung des Einstichkanals, einer Infiltration des Anästhetikums in die Kaumuskulatur oder wesentlich seltener wegen eines sich entwickelnden Spritzenabszesses auf.

## Differentialdiagnose
Zu unterscheiden ist die Kieferklemme (erschwerte Mundöffnung) von der Kiefersperre (Unmöglichkeit den Mund zu schließen – z. B. bei Luxation des Kiefergelenks oder bei Jochbogenfraktur – beide stellen eine mechanische Sperre für den Mundschluss dar).
Typisch für eine Kieferklemme ist, dass sie sich durch eine Lokalanästhesie (Leitungsanästhesie des Unterkiefers) zeitweise beheben lässt. Da dadurch die Schmerzempfindung ausgeschaltet wird, baut der Patient keinen Schutzreflex mehr gegen die ansonsten schmerzhafte Dehnung der Kaumuskulatur auf. So ist dieses Gebiet auch bei Kieferklemme der Behandlung zugänglich, falls es gelingt, eine Lokalanästhesie lege artis zu setzen. Gegebenenfalls erfolgt die Lokalanästhesie von extraoral. Hierbei erfolgt der Einstich unter oder hinter dem Kieferwinkel bzw. zwischen Processus muscularis und Processus articularis – kurz oberhalb der Incisura mandibulae.

## Therapie der Kieferklemme
Die meistens entzündlich bedingten Kieferklemmen, die der Zahnarzt zu Gesicht bekommt, verschwinden fast immer mit der Behandlung und dem Abklingen der ursächlichen Entzündung.
In sehr seltenen Fällen bleibt jedoch auch nach dem Abklingen der Entzündung eine – meist leichte – Kieferklemme zurück. Diese wird dann mit Dehnungsübungen behandelt, die möglichst gleichzeitig mit Erwärmung (z. B. Rotlicht) durchgeführt werden. Dabei schiebt sich der Patient einen Stapel Holzspatel zwischen die oberen und unteren Seitenzähne. Bei Erreichen der maximal möglichen Anzahl von Holzspateln schiebt er noch einen weiteren Holzspatel in die Mitte des Stapels – zwischen die anderen Spatel – so dass die Mundöffnung um weitere 2 mm gedehnt wird. Diese Übung wird dann täglich gesteigert.
Bei Verlagerung des Diskus (anteriorer Diskusverlagerung ohne Reposition) erfolgt die Therapie per Reposition des Diskus, entweder manuell oder falls dies erschwert ist, per Repositionsschiene.